# Cunhaus
Cunhaus (en francès i oficial Cugnaux) és un municipi occità del Llenguadoc, en el departament de l'Alta Garona a la regió d'Occitània. Se situa al sud-oest de la conurbació de Tolosa, al costat del Canal de Sant Martòri. El 1999 comptava 12.997 habitants en un territori de 13,01 km². El seu codi postal és 31270.